# Margarita Cordova
Margarita Cordova (nacida el 26 de febrero de 1939, en Saginaw, Míchigan) es una actriz y bailarina retirada estadounidense.

## Primeros años
Cordova nació en Saginaw, Míchigan, pero se crio en la Ciudad de México. Cuando tenía 14 años, se mudó a Los Ángeles.

## Carrera

### Teatro y baile
En 1958, Cordova y su esposo Clark Allen actuaron como teloneros de un espectáculo protagonizado por Jean Arnold en el Cabaret Concert Theatre de Los Ángeles. Variety describió a la pareja como "exponentes del baile español que se toman la molestia de explicar lo que están haciendo durante su actuación de 30 minutos." La educación no siempre ha estado a gusto en una nitería, pero aquí es un placer [...] el equipo divide su trabajo con el miembro masculino tocando la guitarra española y cantando..."
En 1960, Cordova y Allen protagonizaron un espectáculo de 30 minutos en Nueva York. Variety escribió: "Aunque simpáticos (sic) en su actual debut neoyorquino en el Julius Monk's Downstairs at the Upstairs, no destacan especialmente. Podría ser que a la selección de canciones populares de Allen le falte un tema potente".
En 1962, Cordova y Allen abrieron y dirigieron El Cid, un club nocturno de flamenco en Sunset Boulevard, Los Ángeles.
Cordova y Allen interpretaron canciones y bailes tradicionales españoles y mexicanos en otros locales de la zona de Los Ángeles, como el Sportsmen's Lodge de Studio City y el Ebell of Los Angeles Theater.

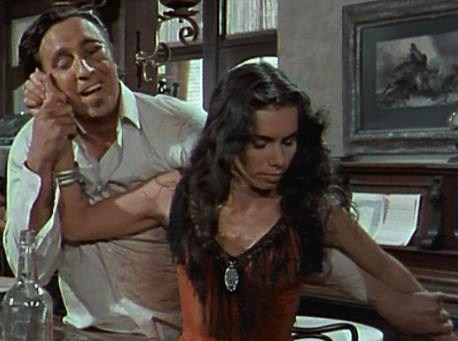
Timothy Carey y Cordova en One-Eyed Jacks (1961)

### Televisión
Cordova ha hecho numerosas apariciones como invitada en varias series de televisión de la década de 1960, incluyendo el episodio de The Twilight Zone "A Thing About Machines" y un episodio de 1960 de Peter Gunn titulado "Cry Love, Cry Murder". Sus otros créditos televisivos incluyen Playhouse 90, The Chevy Mystery Show, Cheyenne, The Lloyd Bridges Show, The Farmer's Daughter, The Man from U.N.C.L.E., The Flying Nun, The Big Valley, Gunsmoke, The Virginian (serie de televisión), Mission: Impossible, The Mod Squad, Marcus Welby, M.D., Lou Grant, Police Story, T.J. Hooker y Dallas.
Cordova tuvo un papel contratado en la telenovela de corta duración de la NBC Sunset Beach como Carmen Torres de 1997 a 1999, recibiendo la nominación al premio ALMA a la Outstanding Actress in a Daytime Soap Opera en 1999. También interpretó a Rosa Andrade en Santa Barbara de 1984 a 1987, y de 1991 a 1993. En la década de 2000, hizo apariciones como invitada en Strong Medicine y Criminal Minds.

### Cine
Apareció en One-Eyed Jacks (1961) como bailaora de flamenco y también tuvo papeles secundarios en Pay or Die! (1960), The Four Horsemen of the Apocalypse (1962) y Guns of Diablo (1965).

## Vida personal
Cordova estuvo casada con el músico, actor y artista Clark Allen. Se conocieron en París. Estudiaron en Granada, España durante más de un año, donde aprendieron la cultura de los gitanos españoles y la música flamenca. La pareja tuvo dos hijos: una hija llamada Angela, que se convirtió en artista plástica, y un hijo llamado David, que se convirtió en músico y fotógrafo profesional. Angela y David formaron parte del grupo musical Carmen en la década de 1970. Más tarde, Cordova y Allen se divorciaron.